# Costa Viola
A Costa Viola egy földrajzi tájegység a Calabriai-félsziget északnyugati partvidékén, a Messinai-szoros és a Gioiai-öböl partján. Területileg magába foglalja a Gioia Tauro-i síkság nagy részét valamint a Scilla-fokot is. Neve Platóntól származik, akit rabul ejtett a tenger vizének kékes-lilás árnyalata, mikor elhajózott a calabriai partok mellett.
Települései:
- Bagnara Calabra
- Palmi
- Scilla
- Seminara
- Villa San Giovanni